# Éparchie de Roussé
 (avril 2025).
LÉparchie de Roussé (en Bulgare : Русенска епархия) est une éparchie, c'est-à-dire un diocèse de l'Église orthodoxe bulgare. Elle a son siège à Roussé.